# Dimitrie Ivanov
Dimitrie Ivanov (ur. 24 września 1944 w Sfântu Gheorghe, zm. w 1998) – rumuński kajakarz. Srebrny medalista olimpijski z Meksyku.
Zawody w 1968 były jego jedynymi igrzyskami olimpijskimi. Był drugi na dystansie 1000 metrów w kajakowej czwórce. Rumuńską osadę tworzyli ponadto Anton Calenic, Haralambie Ivanov i Mihai Țurcaș. Na mistrzostwach świata srebro w 1971 na dystansie sztafetowym w jedynkach.